# Microtus gerbei
Microtus gerbei là một loài động vật có vú trong họ Cricetidae, bộ Gặm nhấm. Loài này được Gerbe mô tả năm 1879.